# Businde (Kyerwa)
Businde è una circoscrizione rurale (rural ward) della Tanzania situata nel distretto di Kyerwa, regione del Kagera. Conta una popolazione di 19 230 abitanti (censimento 2012).